# Villars-en-Azois
Villars-en-Azois é uma comuna francesa na região administrativa da Champanha-Ardenas, no departamento de Haute-Marne. Estende-se por uma área de 19,52 km². Em 2010 a comuna tinha 68 habitantes (densidade: 3,5 hab./km²).